# 오헤어 국제공항
오헤어 국제공항(영어: O'Hare International Airport, IATA: ORD, ICAO: KORD)은 미국 일리노이주 시카고에 있는 국제공항으로, 시카고 도심에서 27km 떨어진 곳에 위치하고 있다. 유나이티드 항공이 허브 공항으로 사용하고 있고, 아메리칸 항공은 2번째 허브 공항으로 사용하고 있다. 대한민국의 인천국제공항 노선 시카고행 여객기는 오헤어로 운항한다.

## 개요
1955년 10월 민간 상용 국내선 공항으로 개항하였으며, 1962년 3월 여객 터미널을 완공하였다. 1997년부터 2005년까지 세계에서 가장 교통량이 많은 공항이었으나, 항공기 연착이나 지연을 줄이기 위한 연방 정부의 규제로 하츠필드 잭슨 애틀랜타 국제공항에 밀려났다. 공항의 이름인 오헤어는 태평양 전쟁 당시 미국 해군의 전투기 조종사로 활약한 에드워드 오헤어 소령의 이름에서 따 온 것이며 여러 대의 일본 전투기를 격추시킨 에이스로 전사한 그를 기리기 위해 1949년 지금의 공항명으로 정정되었다.
오헤어 공항은 항공기 이착륙 처리능력을 늘리고 운항 효율성을 높이기 위하여 2006년부터 2020년까지 북서-남동 방향의 활주로 2개(14L/32R, 14R/32L)를 모두 없애고 동서 방향의 활주로 4개(9L/27R, 10C/28C, 10R/28L, 9C/27C 순으로)를 신설하였다.

## 구성
오헤어에는 4개의 번호의 여객 터미널과 9개의 문자와 총 191개의 관문이 있다.
미국 세관국경보호국(Customs and Border Protection)이 사전 교육을 받은 공항의 항공편을 제외하고, 모든 입국 국제선은 5번 터미널에 도착하는데, 다른 터미널에는 세관 심사 시설이 없기 때문이다. 전일본공수, 이베리아 항공, 일본항공, 루프트한자와 같은 몇몇 제휴 파트너들은 1번 터미널과 3번 터미널에서 출발하는 국제선들을 가지고 있다. 이를 위해서는 항공기가 5번 터미널에 도착하여 승객을 배출해야 하며, 그 후에 빈 비행기는 다른 터미널로 견인되어 탑승해야 한다. 이는 국내선으로부터 해외 국제선으로 환승하는 승객을 위한 연결을 촉진하기 위한 것이다. 터미널 1, 2, 3은 모두 에어사이드 연결을 허용하지만, 터미널 5는 공항의 진입로를 가로지르는 일련의 유도로에 의해 다른 터미널과 분리되어 있어 승객들이 보안을 종료하고 셔틀을 탈 것을 요구한다. 버스를 타고 탑승하기 전에 보안을 다시 해제한다.

### 터미널 1
유나이티드 항공 제1터미널, 중앙홀 B 콩쿠르 B&C를 포함한 터미널 1은 모든 본선 항공편과 일부 유나이티드 익스프레스 운항, 스타 얼라이언스 파트너 루프트한자와 ANA의 일부 출발을 포함한 유나이티드 항공의 본거지다.
콩쿠르 B와 C는 서로 평행한 별도의 건물에 위치한 선형 콩쿠르다. 중앙홀 B는 공항 도로와 인접해 있으며, 승객 체크인, 수화물 찾는 곳, 그리고 항공편 탑승구에 보안 검색대를 갖추고 있다. 중앙홀 C는 경사면 중앙의 사방에 게이트가 있는 위성 터미널로, 경사로 아래 지하 보행자 터널을 통해 중앙홀 B와 연결된다. 이 터널은 중앙홀 B8과 B9 사이의 게이트에서 시작되며, C17과 C19 사이의 중앙홀 C에서 끝난다. 이 터널은 통풍이 잘 되는 느린 템포의 파란 랩소디 버전을 연주하는 캐나다 예술가 마이클 헤이든의 "Sky's the Limit"(1987)라는 네온 설치로 조명된다.
유나이티드는 터미널 1에 3개의 유나이티드 클럽을 운영하고 있다. 유나이티드 항공은 프리미엄 국제 승객을 위해 폴라리스 라운지와 유나이티드 도착 스위트를 운영하고 있다.

### 터미널 2
콩쿠르 E&F를 포함한 터미널 2에는 에어 캐나다, 알래스카 항공, 델타 항공 및 델타 커넥션, 제트블루 및 대부분의 유나이티드 익스프레스 운항이 있다(유나이티드 체크인은 터미널 1에서 이루어진다). 터미널에는 델타 스카이 클럽과 유나이티드 클럽이 있다.

### 터미널 3
아메리칸 항공 터미널 3 본관은 콩쿠르 G, H, K & L을 포함한 터미널 3에는 출발 및 국내 도착 미국 및 미국 이글 항공편과 원월드 항공사인 이베리아 및 일본항공사와 비계열 항공사의 출발이 모두 포함되어 있다.
대부분의 아메리칸 이글 하우스 G와 L 하우스는 항공편을 운영했고, 콩코스 H와 K 하우스에는 아메리칸 메인 라인 작업이 있었다. 미국의 원월드 파트너인 일본항공과 이베리아 항공은 K19 또는 K16에서 출발한다. 콩쿠르 L은 비계열 항공사 에어 초이스원, 케이프 에어, 스피릿에서도 사용된다. 5개의 새로운 미국 지역 관문이 있는 콩쿠르 L의 새로운 "스팅어" 연장이 2018년 5월에 개통되었다.
아메리칸은 터미널 3에 3개의 애드미럴스 클럽이 있다. 프리미엄 국제선 승객을 위해 아메리칸은 플래그십 라운지를 운영하고 있다.

### 터미널 5
콩쿠르 M을 포함하는 터미널 5에는 오헤어의 모든 국제 도착 항공편(미국 국경 사전 교육을 받은 공항의 에어 캐나다, 아메리칸 및 유나이티드 항공편 제외)이 들어 있다. 에어 링거스와 에티하드 항공사가 운영하는 항공편을 포함하여 사전 학습이 가능한 다른 목적지는 터미널 5에 도착하지만 국내 도착으로 취급된다. 제1터미널이나 제3터미널에서 각각 탑승하는 스타 얼라이언스와 원월드 항공편을 제외하고, 에어캐나다를 제외한 미국 이외의 항공사는 모두 제5터미널에서 출발한다.
ORD21의 첫 번째 효과는 터미널 5의 개발로 알 수 있다. 2018년에 프론티어 항공사가 터미널 5로 운항을 이전한 최초의 국내 항공사가 되었으며, 터미널 5의 확장은 2019년 3월 콩쿠르 M의 동쪽 끝에서 시작되었다. 승객운행에 지장을 주지 않을 것으로 예상된다.
터미널 5에는 에어 프랑스, KLM, 영국항공, 대한항공, 스칸디나비아 항공, 스위스 국제항공 등 여러 항공사가 라운지를 운영하고 있으며, 멀티캐리어 스위스포트 라운지도 있다. 공항의 미국 세관 및 국경 보호 시설은 도착(하한) 레벨에 위치해 있다.
폴란드계 미국인들의 1번지인 시카고와 폴란드 바르샤바를 오고가는 LOT 폴란드 항공의 항공편도 이 터미널을 이용한다.

## 운항 노선
| 항공사                                      | 도착지 | 터미널      |
| ------------------------------------------- | --- | ----------- |
| 대한항공                                    | 서울(인천) | 5M          |
| 에어 뉴질랜드                               | 오클랜드 | 5M          |
| 일본항공                                    | 도쿄(나리타) | 5M          |
| 전일본공수                                  | 도쿄(나리타, 하네다) | 1C          |
| 중국동방항공                                | 상하이(푸둥) | 5M          |
| 하이난 항공                                 | 베이징(수도), 청두 | 5M          |
| 캐세이퍼시픽 항공                           | 홍콩 | 5M          |
| 에바 항공                                   | 타이페이(도원) | 5M          |
| 고려 항공                                   | 평양 | 5M          |
| 에어 인디아                                 | 델리, 하이데라바드 | 5M          |
| 에미레이트 항공                             | 두바이 | 5M          |
| 에티하드 항공                               | 아부다비 | 5M          |
| 로얄 요르단 항공                            | 암만 | 5M          |
| 영국항공                                    | 런던(히드로) | 5M          |
| 버진 애틀랜틱 항공                          | 런던(히드로) | 5M          |
| 에어링구스                                  | 더블린 | 5M          |
| 에어 프랑스                                 | 파리(샤를 드골) | 5M          |
| 루프트한자                                  | 뒤셀도르프, 뮌헨, 프랑크푸르트(암마인) | 5M          |
| KLM                                         | 암스테르담 | 5M          |
| 스위스 국제항공                             | 취리히 | 5M          |
| ITA 국제항공                                | 로마(레오나르도 다 빈치) | 5M          |
| 이베리아 항공                               | 마드리드 | 3K          |
| 터키항공                                    | 이스탄불(아르나부코이) | 5M          |
| LOT 폴란드 항공                             | 바르샤바 | 5M          |
| 스칸디나비아 항공                           | 스톡홀름(알란다), 코펜하겐 | 5M          |
| 아이슬란드 항공                             | 레이캬비크 | 5M          |
| 아메리칸 항공                               | 베이징(수도), 브뤼셀, 델리, 두빌린, 런던(히스로), 멕시코시티, 파리(샤를 드골), 상하이(푸둥), 도쿄(나리타), 토론토(피어슨), 캘거리, 캉쿤, 헬싱키, 로마(레오나르도 다 빈치), 아카풀코, 푸에르토바야르타, 오스틴, 보스턴, 댈러스, 덴버, 포트로더레일, 포트마이어스, 호놀룰루, 캔자스시티, 라스베이거스, 로스앤젤레스, 맨체스터, 마이애미, 미니애폴리스(세인트폴), 뉴올리언스, 뉴욕(JFK, 라과디아, 뉴어크), 오렌지컨트리, 올랜도, 필라델피아, 피닉스, 롤리, 레노, 세인트루이스, 산안토니오, 샌디에고, 샌프란시스코, 산호세, 시애틀(터코마), 탬파, 투손, 툴사, 워싱턴 D.C., 웨스트팜비치, 앵커리지, 헤이든, 잭슨홀, 몬테고베이, 팜스프링스, 산호세 | 3H,3K,3L    |
| 아메리칸 이글 항공                          | 캘거리, 몬트리올, 토론토, 앨버키키, 올랜타운, 애틀랜타, 볼티모어, 블라운트빌, 버팔로, 섐페인, 트라이, 버팔로, 샴페인(어바나), 샬롯, 샬롯스빌, 채터누가, 클리블랜드, 콜럼버스, 데이튼, 덴버, 디모인, 디트로이트, 더뷰크, 에반스빌, 파고, 파예트빌, 그랜드래피즈, 그린베이, 해리스, 하트포드, 휴스턴(인터콘티넨탈), 헌츠빌, 인디애나폴리스, 잭슨빌, 칼라마주, 캔자스시티, 녹스빌, 라크로스, 렉싱턴, 리틀록, 매디슨, 맨하탄, 마르케트, 멤피스, 밀워키, 미니애폴리스(세인트폴), 몬트리올(트뤼도), 내쉬빌, 뉴올리언스, 뉴욕(JFK, 뉴어크), 오클라호마시티, 오마하, 오타와, 펜사, 필라델피아, 피츠버그, 롤리(더럼), 래피드시티, 리치몬드, 로체스터, 로체스터(뉴욕), 솔트레이크시티, 샌안토니오, 수폴스, 스프링, 시라큐스, 톨레도, 토론토(피어슨), 트래버스, 툴사, 워싱턴D.C., 워터(토), 윌크스(바레), 스크랜턴, 윌밍턴, 엘파소                                                       | 3G,3H       |
| 유나이티드 항공                             | 포트로더데일, 웨스트팜비치, 앵커리지, 암스테르담, 베이징(수도), 브뤼셀, 캘거리, 캉쿤, 프랑크푸르트(암마인), 홍콩, 런던(히스로), 멕시코시티, 뮌헨, 파리(샤를 드골), 푸에르토바야르타, 상파울루(구아룰루스), 상하이(푸둥), 싱가포르, 산후안, 도쿄(나리타), 토론토, 밴쿠버, 로마(레오나르도 다 빈치), 아루바, 올버니, 애틀랜타, 볼티모어, 보이즈, 보스턴, 버팔로, 샬럿, 신시내티(노던켄터키), 클리블랜드, 콜럼버스, 댈러스(포트워스), 덴버, 디모인, 디트로이트, 그랜드래피츠, 해리츠버그, 하트포드, 호놀룰루, 도쿄(나리타), 휴스턴, 잭슨빌, 캔자스시티, 라스베이거스, 로스앤젤레스, 마이애미, 미니애폴리스(세인트폴), 뉴올리언스, 뉴욕(라과디아, 뉴어크), 오마하, 오렌지컨트리, 올랜도, 필라델피아, 피닉스(스카이 하버), 피츠버그, 포틀랜드(오리건주), 프로비던스, 롤리(더럼), 리치몬드, 로체스터, 새크라멘토, 샌디에고, 샌프란시스코, 시애틀(터코마), 탬파, 워싱턴 D.C., 잭슨홀 | 1B,1C       |
| 델타 항공                                   | 애틀랜타, 디트로이트, 미니애폴리스/세인트폴, 솔트레이크시티, 시애틀(터코마) | 2E          |
| 버진 아메리카                               | 샌프란시스코, 로스앤젤레스 | 3L          |
| 유나이티드 항공(유나이티드 익스프레스 운영) | 클리블랜드, 찰스턴, 신시내티(노던켄터키), 콜럼비아, 콜럼버스, 디트로이트, 그린즈보로, 헌츠빌, 잭슨빌, 노퍽, 펜서콜라, 로체스터, 서배너, 사우스밴드 | 1B,1E       |
| 셔틀 아메리카                               | 오타와, 몬트리올(트뤼도), 앨버커키, 애틀랜타, 오스틴, 보스턴, 버팔로, 시더래피츠, 샬럿, 콜럼버스, 댈러스, 디모인, 애틀랜타, 신시내티(노던켄터키), 뉴욕(라과디아) | 1B,1C,2E    |
| 고우 잭 항공                                | 맨체스터, 몬트리올(트뤼도), 토론토(피어슨), 토론토, 밴쿠버, 몬트리올, 올버니, 오스틴, 버링턴, 찰스턴, 데이톤, 그린즈보로, 해리츠버그, 하트포드, 잭슨빌, 캔자스시티, 맨체스터, 멀린, 뉴올리언스, 노퍽, 오클라호마시티, 필라델피아, 피츠버그, 포틀랜드, 롤리, 로체스터, 샌안토니오, 세인트루이스, 서배너 | 1B,1C       |
| 대서양 사우스 이스트 항공                   | 신시내티(노던켄터키), 멤피스 | 2E          |
| 리퍼블릭 항공                               | 샬럿 | 2E,2F       |
| 메사 항공                                   | 애플턴, 버팔로, 버링턴, 찰스턴, 샬럿, 데이턴, 디모인, 디트로이트, 해리츠버그, 하트포드, 휴스턴, 잭슨빌, 캔자스시티, 멤피스, 노퍽, 필라델피아, 피츠버그, 포틀랜드, 롤리, 로체스터, 샌안토니오, 사바니아, 사우스벤드, 시러큐스, 뉴욕(JFK), 솔트레이크시티 | 1B,1E,1F,2E |
| 쇼토쿼 항공                                 | 신시내티(노던켄터키), 블루밍턴(노멀), 시더래피즈(아이오와), 포트웨인, 그랜드래피즈, 인디애나, 칼라마주, 라크로스, 루이스빌, 메디슨, 밀워키, 몰린(쿼드), 오클라호마시티, 피오리아, 로체스터, 톨레도, 워소(스티븐스포인트), 화이트플레인 | 2E,3L       |
| 스카이 웨스트 항공                          | 오타와, 리자이나, 올랜타운, 애슈빌, 오스틴, 버밍햄, 보이시, 보즈맨, 시더래피츠, 찰스턴, 신시내티(노던켄터키), 클리블랜드, 콜로라도스프링스, 콜럼버스, 댈러스(포트워스), 데이턴, 디모인, 디트로이트, 덜루스, 오클레어, 에드몬튼, 엘페소, 파고, 페이엇빌, 포트웨인, 캘거리, 오타와, 그랜드래피츠, 그린베이, 핸콕, 인디애나폴리스, 캔자스시티, 카녹스빌, 랜싱, 렉싱턴, 링컨, 리틀록, 런던, 루이빌, 메디슨, 멤피스, 밀워키, 멀린, 머스키건, 내슈빌, 뉴올리언스, 노퍽, 오클라호마시티, 오하마, 퍼두커, 퀘벡시티, 리기나, 새기나, 솔트레이크시티, 산안토니오, 수폴스, 사우스벤드, 스포캔, 스프링필드, 트래버스시티, 툴사, 와우사, 화이트플레인, 위치토, 새스커툰, 위니펙, 미니애폴리스(세인트폴) | 1B,1C,1E,2E |
| 스피릿 항공                                 | 애틀랜타, 보스턴, 댈러스(포트워스), 디트로이트, 포트로더데일, 포트마이어스, 라스베이거스, 로스앤젤레스, 뉴욕(라과디아), 올랜도 계절편 : 머틀 | 3L          |
| 익스프레스 잭 항공                          | 애크런, 올버니, 올랜타운, 애플턴, 볼티모어, 버밍햄, 비즈마크, 버팔로, 버밍턴, 캐더래피츠, 신시내티(노던켄터키), 클리블랜드, 데이턴, 디모인, 디트로이트, 파고, 페이엇빌, 그랜드래피츠, 그린베이, 그린즈보로, 그린빌, 인디애나폴리스, 캔자스시티, 카녹스빌, 랜싱, 렉싱턴, 링컨, 리틀록, 루이빌, 매디슨, 내슈빌, 노퍽, 오클라호마시티, 펜서콜라, 피오리아, 피츠버그, 로어노크, 래피드시티, 로체스터, 수폴즈, 사우스벤드, 스프링필드, 시러큐스, 트래버스시티, 툴사, 위치토, 윌크스 | 1C,1E       |
| 에어 초이스원                               | 버링턴, 디케이터 | 3L          |
| 컴에어                                      | 애틀랜타, 신시내티(노던켄터키), 디트로이트, 멤피스, 미니애폴리스(세인트폴), 뉴욕(JFK) | 2E          |
| 컴패스 에어라인                             | 디트로이트, 미니애폴리스(세인트폴), 뉴욕(JFK) | 2E          |
| 콜간 항공                                   | 클리블랜드 | 1B          |
| 피나클 항공                                 | 멤피스 | 2E          |
| 트랜스 유나이티드 항공                      | 시더래피즈, 신시내티(노던켄터키), 콜럼버스, 데이톤, 그린즈보로, 해리스버그, 녹스빌, 매디슨, 맨체스터, 멀린, 내슈빌, 노퍽, 오마하, 퀘벡시티, 리치몬드, 로어노크, 로체스터, 세인트루이스, 서배너, 사우스벤드, 스프링필드, 시러큐스, 털사 | 1B,1C       |
| 에어 캐나다                                 | 몬트리올(트뤼도), 토론토(피어슨) | 2E          |
| 에어캐나다 익스프레스 (재즈 에어 운영)      | 몬트리올(트뤼도), 토론토(피어슨), 캘거리 | 2E          |
| 아에로멕시코                                | 과달라하라, 멕시코시티 | 5M          |
| 아에로멕시코 커넥트                         | 두란고 | 5M          |
| TACA 항공                                   | 과테말라시티, 산살바도르 | 5M          |

### 화물 노선
| 항공사                                            | 도착지                                                             |
| ------------------------------------------------- | ------------------------------------------------------------------ |
| 대한항공 카고                                     | 서울(인천)                                                         |
| 중국국제항공 카고                                 | 앵커리지, 베이징                                                   |
| 중국남방항공 카고                                 | 상하이(푸둥)                                                       |
| 중국화물항공                                      | 상하이(푸둥), 앵커리지                                             |
| 양쯔강 익스프레스                                 | 앵커리지, 상하이(푸둥)                                             |
| 제이드 카고 인터내셔널                            | 암스테르담, 청두, 두바이, 서울(인천), 상하이(푸둥)                 |
| 케세이퍼시픽 카고                                 | 암스테르담, 앵커리지, 댈러스(포트워스), 홍콩, 휴스턴, 샌프란시스코 |
| ANA 카고                                          | 도쿄(나리타)                                                       |
| 일본화물항공                                      | 도쿄(나리타), 앵커리지                                             |
| 중화항공 카고                                     | 앵커리지, 타이페이(도원)                                           |
| 에바항공 카고                                     | 앵커리지, 타이베이(도원)                                           |
| 싱가포르 항공 카고                                | 앵커리지, 싱가포르, 샤먼                                           |
| 카타르 항공 카고                                  | 암스테르담, 도하                                                   |
| 영국항공 월드 카고(글로벌 서플라이 시스템스 운영) | 휴스턴, 런던(스탠스테드), 워싱턴D.C.                               |
| 에어프랑스                                        | 더블린, 글래스고(프래스트웍), 파리(샤를 드 골)                     |
| 루프트한자 카고                                   | 앵커리지, 프랑크푸르트                                             |
| 에어로로직                                        | 애틀랜타, 라이프치히                                               |
| DHL                                               | 프랑크푸르트, 뮌헨                                                 |
| 카고룩스                                          | 앵커리지, 애틀랜타, 홍콩, 인디애나폴리스, 룩셈부르크, 뉴욕(JFK)    |
| 페덱스 익스프레스                                 | 인디애나폴리스, 멤피스, 뉴욕(뉴어크)                               |
| UPS 항공                                          | 쾰른(본), 콜럼버스(리켄배커), 루이스빌, 필라델피아                 |
| ABX 에어                                          | 신시내티(노던캔터키)                                               |
| 서던 에어                                         | 앵커리지, 서울(인천)                                               |
| 아틀라스 항공                                     | 앵커리지, 멜버른, 오클랜드                                         |
| 칼리타 에어                                       | 뉴욕(JFK, 뉴어크)                                                  |
| 폴라에어 카고                                     | 앵커리지, 도쿄(나리타)                                             |
| 월드 에어웨이즈                                   | 프랑크푸르트                                                       |
| 아에로 유니언                                     | 멕시코시티                                                         |

## 연계 교통

### 철도 교통
- 에어포트 트랜스트 시스템 노선으로 시카고와 일리노이주에서 오헤어 국제공항까지 연계하며 모노레일로 운행한다.

## 통계
| 순위 | 공항             | 승객수    | 운항사                                                        |
| ---- | ---------------- | --------- | ------------------------------------------------------------- |
| 1    | 런던(히드로)     | 1,108,513 | 아메리칸 항공, 영국 항공, 유나이티드 항공, 버진 애틀랜틱 항공 |
| 2    | 프랑크푸르트     | 919,448   | 루프트한자, 유나이티드 항공                                   |
| 3    | 토론토(피어슨)   | 747,713   | 에어캐나다, 아메리칸 항공, 유나이티드 항공                    |
| 4    | 도쿄(나리타)     | 651,643   | 일본항공, 아메리칸 항공, 전일본공수, 유나이티드 항공          |
| 5    | 캉쿤             | 400,424   | 아메리칸 항공, 유나이티드 항공, USA 3000 항공                 |
| 6    | 파리(샤를 드 골) | 346,940   | 유나이티드 항공, 아메리칸 항공, 에어프랑스                    |
| 7    | 몬트리올(피에르) | 345,384   | 에어캐나다, 아메리칸 항공, 유나이티드 항공                    |
| 8    | 뮌헨             | 318,762   | 루프트한자, 유나이티드 항공                                   |
| 9    | 멕시코 시티      | 318,063   | 아에로멕시코, 유나이티드 항공, 아메리칸 항공                  |
| 10   | 상하이(푸둥)     | 299,351   | 아메리칸 항공, 유나이티드 항공                                |

| 순위 | 목적지                 | 승객수    | 운항사                                                       |
| ---- | ---------------------- | --------- | ------------------------------------------------------------ |
| 1    | 뉴욕(라가디아)         | 1,279,000 | 델타 항공, 아메리칸 항공, 유나이티드 항공                    |
| 2    | 로스앤젤레스           | 1,056,000 | 유나이티드 항공, 스피릿 항공, 아메리칸 항공, 버진 아메리카   |
| 3    | 샌프란시스코           | 912,000   | 아메리칸 항공, 콘티넨탈 항공, 유나이티드 항공, 버진 아메리카 |
| 4    | 댈러스(포트워스)       | 886,000   | 아메리칸 항공, 유나이티드 항공                               |
| 5    | 보스턴                 | 786,000   | 아메리칸 항공, 유나이티드 항공, 제트블루 항공, 스피릿 항공   |
| 6    | 미니애폴리스(세인트폴) | 733,000   | 아메리칸 항공, 델타 항공, 유나이티드 항공                    |
| 7    | 덴버                   | 719,000   | 아메리칸 항공, 유나이티드 항공                               |
| 8    | 워싱턴 D.C.            | 713,000   | 아메리칸 항공, 유나이티드 항공                               |
| 9    | 필라델피아             | 669,000   | 아메리칸 항공, 유나이티드 항공, US 에어웨이즈                |
| 10   | 시애틀(터코마)         | 664,000   | 아메리칸 항공, 유나이티드 항공, 알래스카 항공                |

## 이용객 추이
| 비고                 | 2001년      | 2002년      | 2003년      | 2004년      | 2005년      |
| -------------------- | ----------- | ----------- | ----------- | ----------- | ----------- |
| 운항(편수)           | 911,917     | 922,817     | 928,691     | 992,427     | 972,248     |
| 여객 (명)            | 67,448,064  | 66,565,952  | 69,508,672  | 75,533,822  | 76,581,146  |
| 화물 (톤)            | 1,413,834.4 | 1,436,385.7 | 1,601,735.5 | 1,685,808.0 | 1,701,446.1 |
| 추이 (여객/전년대비) |             | 1.31%       | 4.40%       | 8.67%       | 1.38%       |
|                      | 2006년      | 2007년      | 2008년      | 2009년      | 2010년      |
| 운항(편수)           | 958,643     | 926,973     | 881,566     | 827,899     | 950,119     |
| 여객 (명)            | 76,282,212  | 76,182,025  | 70,819,015  | 64,397,782  | 67,026,191  |
| 화물 (톤)            | 1,718,011.0 | 1,690,741.6 | 1,480,847.4 | 1,198,426.3 | 1,577,047.8 |
| 추이 (여객/전년대비) | 0.30%       | 0.15%       | 7.03%       | 9.07%       | 3.83%       |

## 같이 보기
- 시카고 미드웨이 국제공항
- 시카고 록퍼드 국제공항
- 게리/시카고 국제공항